# Шеквиц
Ше́квиц или Ше́кецы (нем. Scheckwitz; в.-луж. Šekecy) — деревня в Верхней Лужице, Германия. Входит в состав коммуны Кубшюц района Баутцен в земле Саксония. Подчиняется административному округу Дрезден.

## История
Впервые упоминается в 1400 году под наименованием Czakewicz.
С 1936 по 1950 года входила в состав коммуны Зориц. С 1950 года входит в современную коммуну Кубшюц.
В настоящее время деревня входит в состав культурно-территориальной автономии «Лужицкая поселенческая область», на территории которой действуют законодательные акты земель Саксонии и Бранденбурга, содействующие сохранению лужицких языков и культуры лужичан.
Исторические немецкие наименования.
- Czakewicz, Czakewiczinne, 1400
- Czackewitz, 1419
- Scheckwitz, 1562

## Население
Официальным языком в населённом пункте, помимо немецкого, является также верхнелужицкий язык.
Согласно статистическому сочинению «Dodawki k statisticy a etnografiji łužickich Serbow» Арношта Муки в 1884 году в деревне проживало 57 человек (из них — 57 серболужичан (100 %)).
| 1834 | 1871 | 1890 | 1910 | 1925 |
| ---- | ---- | ---- | ---- | ---- |
| 67   | 74   | 52   | 41   | 70   |

## Достопримечательности
Памятники культуры и истории земли Саксония
- Каменный дорожный указатель, 19 век (№ 09301182)
- Амбар и остатки хозяйственных построек бывшей усадьбы, Scheckwitz 1, первая половина 19 века (№ 09279086)
- Жилой дом с конюшней и хозяйственными постройками, Scheckwitz 2, вторая половина 18 века (№ 09253685)
- Жилой дом с конюшней и хозяйственными постройками, Scheckwitz 4, 1884 год (№ 09251899)
- Каменные стены бывшей фермы, Scheckwitz 6, 1860 год (№ 09251898)